# 장이지
장이지(1976년~)는 대한민국의 시인이다. 1976년 전라남도 고흥에서 태어나 성균관대학교 국어국문학과와 같은 대학교대학원에서 석사학위와 박사학위를 받았다. 현재는 제주대학교 국어국문학과에서 부교수로 재직중이다.

## 약력
2000년 《현대문학》 신인추천으로 등단했다. 제주대학교 국문학과 교수다. 계간 시전문지 《리토피아》의 편집위원(2009년 가을호~2014년 겨울호), 계간 시전문지《포지션》의 편집위원(2013년 봄호 창간호~2019년 가을호)을 역임했다. 2012년 제2회 김구용시문학상, 제7회 오장환문학상, 바움젊은시인상, 성균문학상 우수상 등을 수상했다.

## 수상
- 2012년 바움젊은시인상
- 2012년 제2회 김구용시문학상
- 2012년 제25회 성균문학상 우수상
- 2014년 제7회 오장환문학상[1]

## 저서

### 시집
- 《안국동울음상점》(랜덤하우스코리아, 2007)
- 《연꽃의 입술》(문학동네, 2011)
- 《라플란드 우체국》(실천문학, 2013)
- 《레몬옐로》(문학동네, 2018)
- 《안국동울음상점1.5》(걷는사람, 2020)

### 연구서
- 《이수복 시전집》(편저/현대문학, 2009)
- 《한국 초현실주의 시의 계보》(보고사, 2011)
- 《환대의 공간》(현실문화, 2013)
- 《콘텐츠의 사회학》(서랍의날씨, 2015)
- 《세계의 끝, 문학》(파우스트, 2017)

### 역서
- 《게임적 리얼리즘의 탄생》(현실문화연구, 2012)